# Ermin Zec
Ermin Zec, född 28 mars 1988 i Bugojno, Jugoslavien, är en bosnisk fotbollsspelare. Han spelar för den turkiska klubben Gençlerbirliği SK. Bland europeiska lag som visat intresse för Zec, kan Hamburger SV, Werder Bremen, samt Ajax, nämnas.